# Micropsectra paraniger
Micropsectra paraniger är en tvåvingeart som beskrevs av Gilka och Paasivirta 2008. Micropsectra paraniger ingår i släktet Micropsectra och familjen fjädermyggor.
Artens utbredningsområde är Finland. Inga underarter finns listade i Catalogue of Life.